# Maduk
Марк ван дер Схот (нидерл. Mark van der Schoot), более известный под псевдонимом Maduk — нидерландский музыкальный продюсер и диджей. Имеет релизы на таких лейблах, как Hospital Records, Liquicity Records, Viper Recordings, Fokuz Recordings. Свой первый альбом Never Give Up Марк выпустил на лейбле Hospital Records 29 апреля 2016 года. Совместно с Марисом Гаудзвардом основал Liquicity.

## Дискография

### Альбомы
| Название альбома           | Информация                                                                                  |
| -------------------------- | ------------------------------------------------------------------------------------------- |
| Never Give Up              | - Дата релиза: 29 апреля 2016 - Лейбл: Hospital Records (NHS288) - Формат: LP, CD, download |
| Ghost Assassin EP          | - Дата релиза: 16 июля 2012                                                                 |
| Feel Good                  | - Дата релиза: 6 января 2013                                                                |
| Hold On / Never Again      | - Дата релиза: 19 ноября 2012                                                               |
| Avalon / Levitate          | - Дата релиза: 31 октября 2012                                                              |
| Crossroads / Ordinary Ways | - Дата релиза: 25 марта 2015                                                                |
| Transformations            | - Дата релиза: 10 сентября 2021                                                             |

## Награды
| Год  | Категория               | Результат |
| ---- | ----------------------- | --------- |
| 2014 | Лучший продюсер-новичок | Победа    |
| 2015 | Лучший диджей-новичок   | Победа    |